# Коле Грота (Изернија)
Коле Грота је насеље у Италији у округу Изернија, региону Молизе.
Према процени из 2011. у насељу је живело 37 становника. Насеље се налази на надморској висини од 333 м.